# Liste des interstates au Vermont
Les Interstates au Vermont font partie du réseau des autoroutes inter-états et sont entretenues par le Vermont Agency of Transportation (VTrans). L'état compte trois autoroutes principales et une autoroute auxiliaire.

## Autoroutes principales
| Numéro | Longueur (mi) | Longueur (km) | Terminus sud / ouest                             | Terminus nord / est                         | Créée | Notes |
| ------ | ------------- | ------------- | ------------------------------------------------ | ------------------------------------------- | ----- | ----- |
| I-89   | 130,25        | 209,62        | I-89 à la frontière du New Hampshire à Hartford  | QC 133 à la frontière canadienne à Highgate | 1958  |       |
| I-91   | 177,43        | 285,55        | I-91 à la frontière du Massachusetts à Guilford  | A-55 à la frontière canadienne à Derby Line | 1958  |       |
| I-93   | 11,10         | 17,87         | I-93 à la frontière du New Hampshire à Waterford | I-91 à Waterford                            | 1982  |       |
|        |               |               |                                                  |                                             |       |       |

## Autoroutes auxiliaires
| Numéro | Longueur (mi) | Longueur (km) | Terminus sud / ouest    | Terminus nord / est     | Créée | Notes |
| ------ | ------------- | ------------- | ----------------------- | ----------------------- | ----- | ----- |
| I-189  | 1,49          | 2,40          | US 7 à South Burlington | I-89 à South Burlington | 1962  |       |
|        |               |               |                         |                         |       |       |